# Malá galerie České spořitelny v Kladně
Malá galerie České spořitelny v Kladně byl výstavní prostor v Kladně na náměstí Svobody, který v roce 1977 založil fotograf, kurátor a zaměstnanec spořitelny Jiří Hanke.

## Založení a existence
Galerie vznikla v roce 1977 v budově tehdejší České státní spořitelny a v prvních letech působila přímo v bankovní hale. Po přestavbě banky v roce 1984 se přestěhovala do zvýšeného přízemí a získala důstojný prostor přímo určený pro výstavní účely.
Až do konce 70. let se v galerii většinou objevovali regionální a náhodně objevení amatérští výtvarníci. V té době bylo těžké získat povolení k výstavě pro autora, který neměl registraci státem kontrolovaných výtvarných svazů (Svaz českých výtvarných umělců, Český fond výtvarných umění). V Kladně se často představovali autoři, kteří takovou možnost neměli v Praze ani v dalších větších městech.
V 80. letech se galerie profilovala jako prestižní prostor, kde vystavovala většina vlivných autorů své doby. Později se Malá galerie specializovala jako čistě fotografická výstavní síň. Kvalitou vystavovaných prací se postavila na podobnou úroveň jako bývalá galerie Fotochema na Jungmanově náměstí v Praze nebo Galerie 4 v Chebu. Před listopadovou změnou režimu zde vystavovali mj. František Gross, Olbram Zoubek, Jiří Toman, Jan Svoboda, Tibor Honty, Vilém Reichmann, Zdeněk Tmej, Bohdan Holomíček, Pavel Mára nebo Václav Chochola. Po roce 1989 Hanke do výstavních plánů zařadil i zahraniční umělce.
V roce 2001 se spořitelna přestěhovala do nových prostor "o budovu vedle". Galerie zde byla zachována a Jiří Hanke ji vedl do února 2019, kdy spořitelna pronájem galerie ukončila. Za dobu trvání galerie (42 let) zde uspořádal 433 výstav.
Na činnost galerie navázal Kabinet fotografie v Galerii Kladenského zámku díky tomu, že statutární město Kladno nabídlo Jiřímu Hankemu prostor v rámci Galerie Kladenského zámku.